# Александър (фабрика)
Вижте пояснителната страница за други значения на Александър.
„Алекса̀ндър“ е българско вълненотекстилно акционерно дружество. Основано е в Габрово през 1883 г. с начален капитал 550 000 лева.
През 1884 г. е построена камгарна предачница „Александър“, която е една от първите индустриални предприятия в България след Освобождението през 1878 г. Прераства във вълненотекстилна фабрика, в която се произвеждат груби шаячни платове. През 1890-те години е с 250 работници и произвежда годишно по около 180 000 kg прежда и около 70 000 m плат. Разполага с 22 механични стана и един селфактор за щрайхгарна прежда с 1700 вретена. През 1947 г. фабриката е национализирана и преобразувана в държавно индустриално предприятие „Георги Генев“.